# Willi Bock
Willi Bock (ur. 13 grudnia 1946 w Kyritz) – wschodnioniemiecki zapaśnik walczący w stylu wolnym. Olimpijczyk z Monachium 1972, gdzie odpadł w eliminacjach w kategorii 52 kg.
Dziewiąty na mistrzostwach świata w 1971. Piąty na mistrzostwach Europy w 1970 roku.
Mistrz NRD w 1969 i 1971; drugi w 1968, 1970 i 1973; trzeci w 1966 roku.